# Susanne Vogel (Bassistin)
Susanne Vogel (* 4. September 1967 in Freiburg im Breisgau) ist eine deutsche Bassistin. Sie arbeitete u. a. mit Edo Zanki, Ina Deter, Pe Werner, Sabrina Setlur, Inga Rumpf.
Von 1991 bis 2002 war Susanne Vogel festes Bandmitglied von Edo Zanki, wo sie auf etlichen CD-Veröffentlichungen zu hören war und zahlreiche Tourneen spielte. 1993 und 1997 ging sie mit Ina Deter auf Tour, 1995 mit Pe Werner, 2000 mit Sabrina Setlur.
Mit der Band Soulounge (ab 2001) wirkte Susanne Vogel in künstlerischer Weise  auf den Sound der aktuellen Clubszene. Sie spielte mit Gabriel Gordon und arbeitete u. a. mit Xavier Naidoo, Kosho und der Big Band des Hessischen Rundfunks.

## Diskografie
- Edo Zanki – „Ich muß verrückt sein“ (WEA 1992)
- Die Zöllner – „Goldene Zeiten“ (Deutsche Schallplatten GmbH 1993)
- Face Y Face – „Signs To Set“ (ATM 1993)
- Edo Zanki – „Komplizen“ (Sony Music 1994)
- Edo Zanki – „10“ (Sony Music 1995)
- Ina Deter – „Mit früher ist heute vorbei“ (Chroma Music 1997)
- Natacha – „Natacha“ (EMI 2000)
- Edo Zanki – „Die ganze Zeit“ (MMP 2001)
- Inga Rumpf – „Live im Michel“ (25th Hour Music 2004)
- Soulounge – „The Essence Of The Live Event“ (Warner 2003)
- Soulounge – „Home“ (Soulounge Records 2004)